# Vereniging Tropische Bossen
Vereniging Tropische Bossen (afgekort VTB) is een Nederlandse vereniging die zich als kennisplatform bezighoudt met alle aspecten van bossen en bomen in de tropen. De vereniging is opgericht in december 1999 en telt 409 leden (december 2020), bestaande uit een netwerk van professionals, studenten en andere geïnteresseerden.

## Doel en werkterrein
Het doel van de VTB is om kennis en ervaring over ecologie, bescherming, gebruik en duurzaam beheer van tropische bossen uit te wisselen. 
Er worden verschillende activiteiten georganiseerd om geïnteresseerden met elkaar in contact te brengen en een platform te bieden voor informatievoorziening en discussie binnen en buiten het netwerk over onderwerpen en ontwikkelingen die te maken hebben met tropisch bos, natuur en landschap. De vereniging hoopt met kennisuitwisseling  bij te kunnen dragen aan het tegengaan van de kwantitatieve en kwalitatieve achteruitgang van tropische bossen en landschappen. 
Iedereen kan lid worden van de vereniging. Leden brengen kennis en ervaring in vanuit de publiek sector, private sector, commerciële sector, onderwijs/training, onderzoek, en particuliere NGO’s.
Veel leden hebben een achtergrond in diverse (wetenschappelijke) disciplines, zoals bos- en natuurbeheer, biologie, sociologie, culturele antropologie, economie en andere vakgebieden.
Er is veel aandacht voor ontbossing en degradatie van tropische landschappen. Meer specifiek gaat het om  bosbeheer, ecologie, biodiversiteit, bosexploitatie en houtverwerking, certificering voor duurzaam bosbeheer en bosproducten, houthandel, herbebossing, agroforestry, socio-economische aspecten van bosbeheer, armoedebestrijding, milieufuncties en klimaatverandering.

## Organisatie
De leden van de VTB kiezen tijdens de algemene ledenvergadering (ALV) het bestuur. Binnen de vereniging zijn vijf commissies actief, die onder andere verantwoordelijk zijn voor de nieuwsbrief, de website en het organiseren van activiteiten. Het bestuur organiseert één of meerdere ALV's per jaar. Deze worden vaak gecombineerd met een vakinhoudelijke activiteit. 

## Activiteiten
De vereniging organiseert activiteiten, zoals studiedagen, netwerkavonden en excursies om vakkennis en ervaringen uit te wisselen. Specifiek voor studenten wordt jaarlijks de "Tropical Forest Career Night" georganiseerd, waar diverse professionals werkzaam op het gebied van tropische bossen over hun loopbaan komen vertellen.
Via een listserver verspreiden leden onderling vacatures en inhoudelijke informatie.
Naast het organiseren van activiteiten kent het bestuur ook een studentenfonds. Met het fonds stimuleert de vereniging middels een bescheiden bijdrage de ontwikkeling van nieuwe inzichten en uitwisseling van kennis tussen ervaren professionals en studenten met passie voor de tropen. 
Leden van de vereniging hebben via de website toegang tot de ledenlijst en de expertisebank. Deze laatste geeft voor elk lid een indruk van zijn of haar kennis, ervaring en expertise. Dit bevordert onderlinge professionele contacten.  